# Partido por la Democracia
Die Partei für Demokratie (span. Partido por la Democracia, PPD) ist eine chilenische Partei links der Mitte. Sie wurde von Ricardo Lagos, Jorge Schaulsohn und Sergio Bitar als Instrumentalpartei gegründet, um sich der nationalen Volksabstimmung von 1988 und dem Übergangsprozess zur Demokratie zu stellen.
Die PPD gilt als sozialdemokratische und linksliberale Partei. Derzeit definiert sich die PPD gemäß ihrer „Grundsatzerklärung“ als linke, demokratische, progressive Partei der Gleichberechtigung.
Trotzdem hatte die PPD in ihrer Geschichte nie eine klare und unverwechselbare politische Ideologie.

## Geschichte

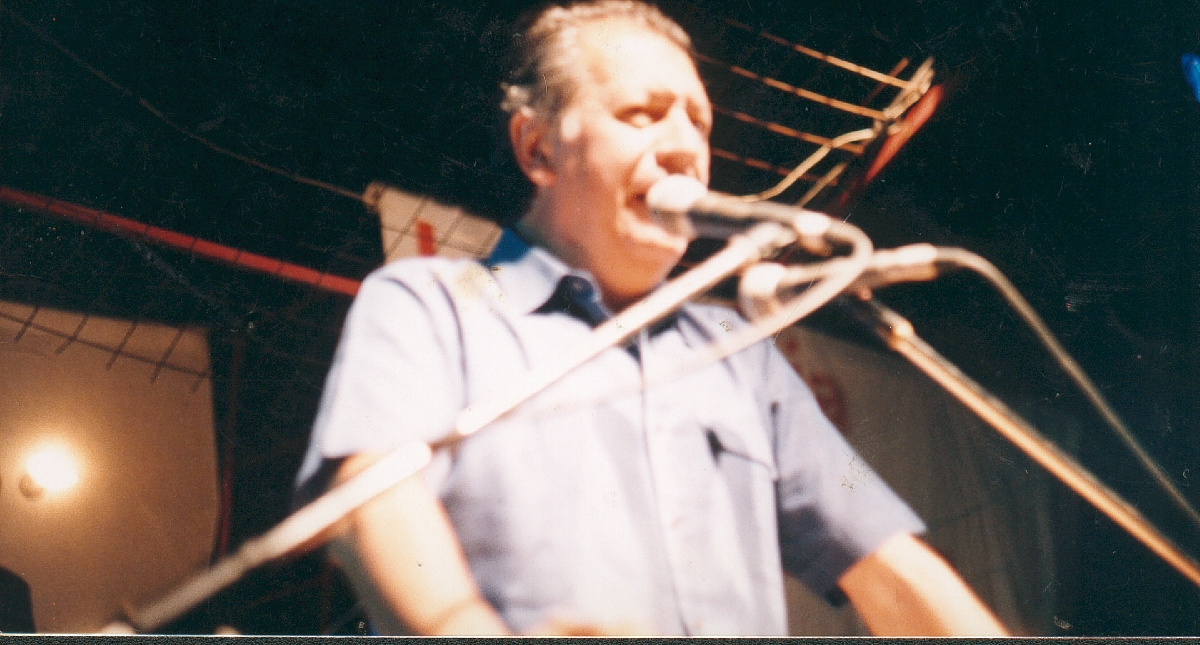
Ricardo Lagos, Senatskandidat 1989

Die Partei für Demokratie wurde am 16. Dezember 1987 als politische Organisation gegründet, deren Hauptziel es war, die Militärdiktatur zu beenden und die Demokratie in Chile durch politische und friedliche Mittel wieder zu erreichen. Ricardo Lagos, der später Präsident der Republik wurde, sagte in der Verfassungszeremonie der Partei, dass jeder in die PPD eintreten könne, der „gegen das institutionelle System des Diktators Pinochets Regime sei, weil es nicht zur Demokratie führt, und wer es mit politischen Mitteln besiegen wolle“.
So traten in die Partei Personen ein, die dem Sozialismus anhingen, etwa radikale, sozialdemokratische, linksliberale, christliche linke, Mapuche, Kommunisten, sogar ehemalige Kämpfer der rechtsgerichteten nationalen und republikanischen Partei.
Seine erste Direktion wurde von Ricardo Lagos (ex PS), Präsident, gebildet; Manuel Sanhueza (unabhängig) und Armando Jaramillo (Republikaner), Vizepräsidenten; Jorge Schaulsohn (ex PR), Generalsekretär und Rodrigo González (ex MAPU), Schatzmeister.
Er rief in der Volksabstimmung 1988 dazu auf, „Nein“ zu wählen, und war eine der Gründungsparteien der Concertación de Partidos por la Democracia.

## Ergebnisse der PPD bei Parlamentswahlen
|  |  |

|  |  |

|  |  |

|  |  |

|  |  |

|  |  |

|  |  |

|  |  |